# Волшебное озеро (Лядов)
«Волшебное озеро», опус 62 — симфоническая картина композитора Анатолия Лядова, написанная в 1908 году. Посвящена Николаю Николаевичу Черепнину. Первое исполнение композиции состоялось 21 февраля 1909 года в Санкт-Петербурге. Произведение написано для 2 флейт, 2 гобоев, 2 кларнетов, 2 фаготов, 4 валторн, литавр, челесты, большого барабана, арфы и струнных. Особенностью данной симфонической картины является отсутствие главной темы. Музыковед Андре Лишке сказал, что «весь завораживающий эффект [сочинения] обусловлен текстурой инструментов, гармоническими метаморфозами и фигурами, которые передают дрожание воды (струнные) и сверкание отражающихся в ней звёзд (флейта, челеста)».